# Flugunfall einer de Havilland Canada DHC-2 der Sydney Seaplanes 2017
Der Flugunfall einer de Havilland Canada DHC-2 der Sydney Seaplanes 2017 ereignete sich am 31. Dezember 2017. Bei einem Charterflug vom Cottage Point zum Rose Bay Water Airport innerhalb der australischen Provinz New South Wales verunglückte eine mit Schwimmern ausgerüstete de Havilland Canada DHC-2 Beaver der Sydney Seaplanes. Durch den Unfall wurden alle sechs Insassen getötet.

## Maschine
Die verunglückte Maschine war eine De Havilland Canada DHC-2 Beaver mit der Werknummer 1535. Ihr Roll-Out bei Hawker de Havilland Australia erfolgte am 29. November 1963. Am 5. Februar 1964 wurde die Maschine mit dem Luftfahrzeugkennzeichen VH-IDI auf die Super Spread Aviation zugelassen, die sie bis 1987 betrieb. Anschließend war die Maschine bei der Leafair aus Cheltenham, Victoria in Betrieb.
Im Jahr 1992 übernahm die Tableland Topdressing Pty., Ltd. aus Armidale, New South Wales die Maschine. Im Jahr 1996 war die als Agrarflugzeug konfigurierte Maschine in einen Flugunfall verwickelt, bei dem sie schwer beschädigt und der an Bord anwesende Pilot getötet wurde. Die Maschine wurde entsprechend den technologischen und gesetzlichen Vorgaben wieder aufgebaut und in Betrieb genommen. Bis zum 17. Februar 2000 war die Maschine auf die Leafair Pty., Ltd. aus Moorabin, Victoria zugelassen, ehe sie am gleichen Tag mit dem neuen Kennzeichen VH-NOO auf die Addenbrook Marine Pty. aus Pyremont, New South Wales zugelassen und von Sidney Harbour Seaplanes betrieben wurde. Am 11. Januar 2002 wurde die Maschine auf die Jambren Air Services aus Wahroonga, New South Wales registriert, ab Juni 2002 wieder auf Sidney Harbour Seaplanes. Von September 2003 bis Juli 2005 war die Maschine auf die Seaplane Safaris zugelassen, ab dem 2. August 2006 auf die Seaplane Assets, Pty., die die Maschine an die Southern Cross Seaplanes Pty., Ltd. aus Rose Bay, New South Wales und schließlich an die Sydney Seaplanes weitergab. Die Maschine trug den Taufnamen Cambria und war damit nach einem Flugboot benannt, mit dem Imperial Airways von 1936 bis zum Ausbruch des Zweiten Weltkrieges Passagierflüge zwischen Großbritannien und Australien durchführte. Bis zum Zeitpunkt des Unfalls hatte das einmotorige, mit einem Sternmotor des Typs Pratt & Whitney R-985 Wasp Junior ausgestattete Zubringerflugzeug in Schwimmerflugzeugkonfiguration mit STOL-Eigenschaften eine Gesamtbetriebsleistung von 21.872 Betriebsstunden absolviert.

## Passagiere und Pilot
Den Unfallflug vom Cottage Point zum Rose Bay Water Airport hatten fünf Passagiere angetreten. Es befand sich ein einzelner Pilot als einziges Besatzungsmitglied an Bord, dieser verfügte über die kanadische und die australische Staatsbürgerschaft sowie über 10.762 Stunden Flugerfahrung. Bei den fünf Passagieren handelte es sich um den 58-jährigen Vorsitzenden des britischen Lebensmittelkonzerns Compass Group, Richard Cousin, seine zwei Söhne, seine Verlobte sowie deren Tochter.

## Unfallhergang

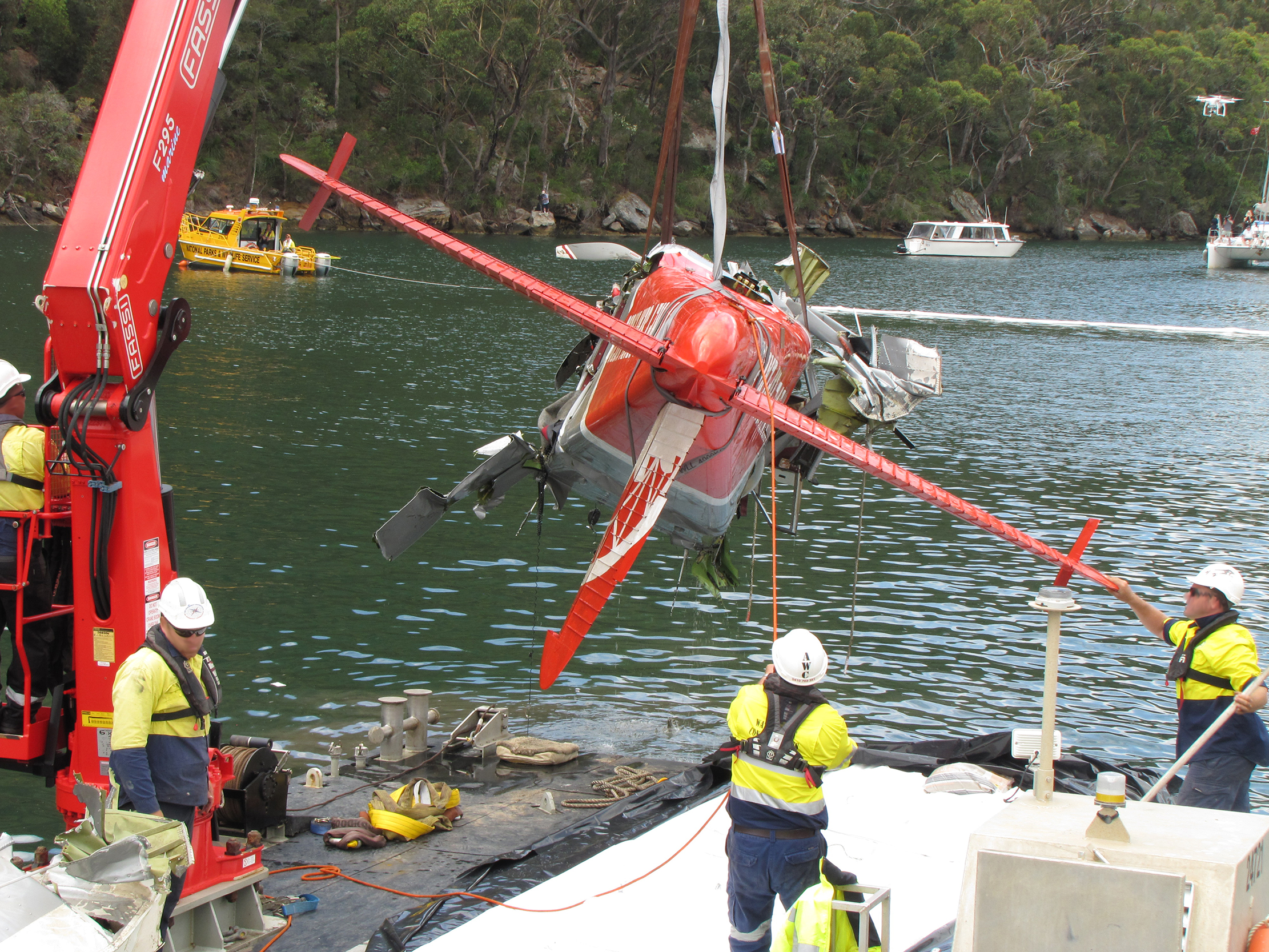
Bergung des Wracks

Fünf Passagiere trafen an diesem Tag mit einem ebenfalls mit Schwimmkufen ausgerüsteten Regionalverkehrsflugzeug um 10:45 Uhr am Terminal von Sydney Seaplanes ein, um an einem Fly-and-Dine-Event teilzunehmen, das zu einem Restaurant beim Cottage Point beim Hawkesbury River in New South Wales führen sollte. Der Zielflughafen befand sich im Ku-Ring-Gai-Nationalpark etwa 26 km nördlich des Hafens von Sydney. Die Dauer zum Fliegen dieser Flugstrecke mit dem Wasserflugzeug betrug etwa 20 Minuten. Um 11:35 Uhr starteten der Pilot und die fünf Passagiere vom Rose Bay Water Airport zum Flug zum Cottage Point. Der Flug führte über die nördliche Küstenroute. Die Maschine kam um kurz vor 12 Uhr am Zielort an und die fünf Insassen verließen die Maschine. Der Pilot führte noch vier weitere Flüge zwischen den beiden Flugzielen durch. Der Pilot kehrte um 13:53 Uhr nach Cottage Point zurück. Nachdem er die Maschine an der Schwimmbrücke verzurrt hatte und die Passagiere von Bord gegangen waren, ging er zum Kiosk von Cottage Point, um dort Essen und Trinken zu kaufen. Gegen 14:15 Uhr rief der Betreiber im Kiosk an und bat den Piloten, die Maschine fortzubewegen, damit der Pilot der anderen DHC-2 der Fluggesellschaft (Luftfahrzeugkennzeichen VH-AAM) an der Schwimmbrücke, die lediglich Platz für eine Maschine dieses Typs bot, anlegen und Restaurantbesucher aufnehmen konnte. Der Pilot der VH-NOO kehrte unverzüglich zur Maschine zurück und fuhr nach Cowan Creek hinaus. Die VH-AAM traf um 14:19 Uhr an der Schwimmbrücke ein, fuhr das Triebwerk herunter und startete es um 14:36 Uhr für den Abflug erneut. Der Pilot der VH-NOO wartete bei laufendem Motor auf die andere Maschine und kehrte erst nach etwa 27 Minuten zur Schwimmbrücke zurück. Nachdem er das Triebwerk abgestellt hatte, ging der Pilot zum Restaurant, um nachzusehen, ob die Restaurantgäste für den Abflug bereit waren. Die Maschine sollte planmäßig um 15 Uhr starten. Um 14:57 Uhr begannen die Passagiere einzusteigen und um 15:04 Uhr begann die Maschine zu ihrem vorgesehenen Startpunkt im Cowan Creek zu fahren. Um 15:11 Uhr startete die Maschine aus Cowan Creek in nordnordöstlicher Richtung und hob kurz nach dem Passieren des Cowan Point ab. Die Maschine stieg im Geradeausflug, ehe der Pilot eine Rechtskurve in Richtung Cowan Water flog. Ein Augenzeuge fotografierte die Maschine, als sie einen Ort namens ‘Hole in the wall’ (dt. „Loch in der Mauer“) überflog. Die Bilder ließen darauf schließen, dass die Maschine die Kurve mit einem rechtswärtigen Rollwinkel von 15–20° flog. Augenzeugen beobachteten, wie der Flug der Rechtskurve über Little Shark Rock Point und Cowan Water fortgesetzt wurde. Das letzte Bild wurde von einem Passagier aufgenommen, als die Maschine in südlicher Richtung mit Kurs auf Cowan Bay flog. Die Maschine befand sich zu diesem Zeitpunkt in einer Höhe von etwa 30 Metern. Kurz nachdem die Maschine die Kurve in Richtung Cowan Water geflogen war, beobachteten mehrere Augenzeugen, wie sie in einer ebenen Flugposition oder einem leichten Sinkflug unterhalb der Höhe des umliegenden Geländes nach Jerusalem Bay einflog. Die Augenzeugen gaben an, dass sich das Triebwerksgeräusch normal angehört habe, es seien keinerlei Zündaussetzer oder dergleichen zu hören gewesen. Als die Maschine 1,1 km tief nach Jerusalem Bay eingeflogen war und sich nahe dem Eingang zur Pinta Bay befand und einen Kurs entlang des südlichen Ufers flog, beobachteten Augenzeugen, wie die Beaver plötzlich in eine steile Rechtskurve einflog. Während dieses Manövers senkte sich plötzlich die Flugzeugnase ab und die Maschine prallte 90 Meter vor dem Nordufer und 1,2 km hinter dem Eingang in die Jerusalem Bay gegen die Wasseroberfläche. Die Maschine kippte nach dem Aufprall auf die Rumpfoberseite, woraufhin die Kabine sich unter Wasser befand. Mehrere Augenzeugen eilten zur Unfallstelle, konnten sich jedoch keinen Zugang zu der unter Wasser befindlichen Flugzeugkabine verschaffen. Das gesamte Heck und Teile der Schwimmkufen trieben auf der Wasseroberfläche, waren nach 10 Minuten jedoch versunken. Der Pilot und alle fünf Passagiere starben.

## Ursache

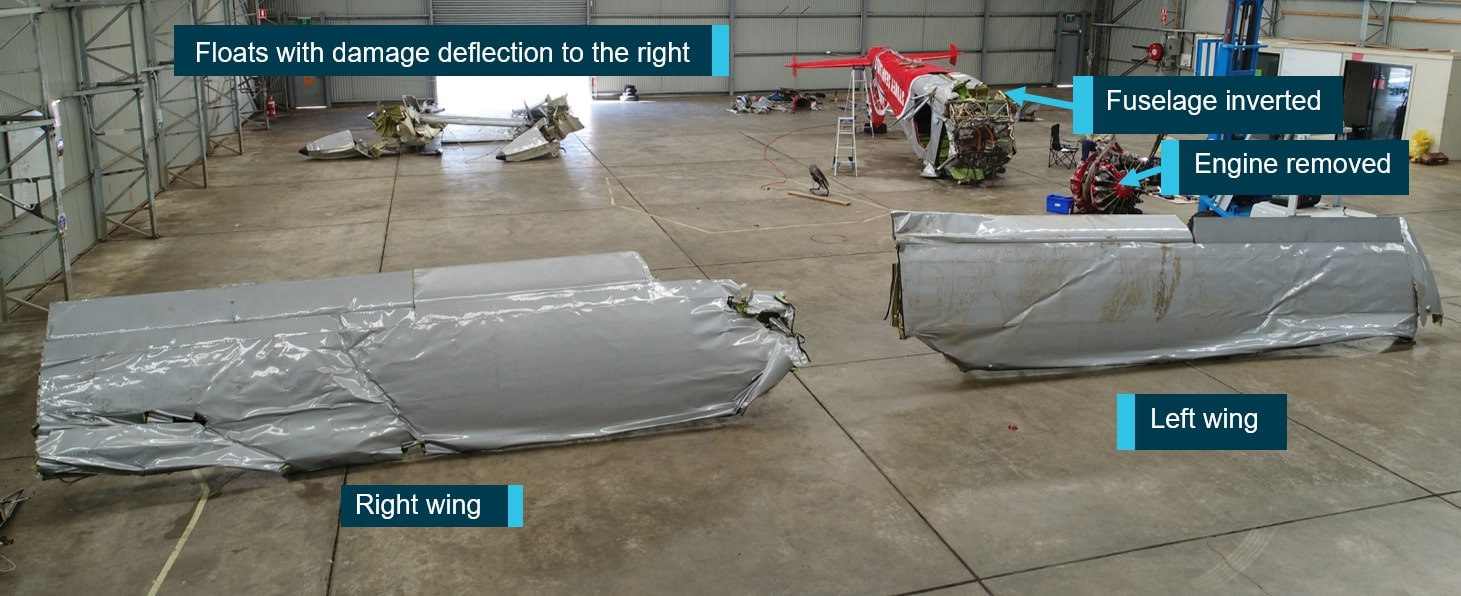
Wrackteile zur Untersuchung gelagert

Das Australian Transport Safety Bureau übernahm nach dem Unfall die Ermittlungen zur Unfallursache. Ein Großteil des Wracks wurde bis zum 4. Januar 2018 gehoben. Die Ermittler stellten fest, dass die Maschine ihre vorgesehene Flugroute verlassen hatte. Dabei sei sie in die beengte Jerusalem Bay eingebogen, obwohl es hierfür keine Notwendigkeit gab. Gleichzeitig sei es dem Piloten nicht gelungen, eine für das Überfliegen des umliegenden Geländes erforderliche Flughöhe zu erreichen. Während der Pilot mit der Maschine eine steile Kurve in der Jerusalem Bay flog, sei es zu einem Strömungsabriss gekommen, aus dem die Maschine wegen der geringen Flughöhe nicht abgefangen werden konnte, sodass der anschließende Aufprall auf der Wasseroberfläche unabwendbar war. In der Kabine hätten erhöhte Kohlenmonoxidwerte geherrscht, weshalb die Körper des Piloten und der Passagiere erhöhte Carboxyhämoglobinwerte aufwiesen. Die Ermittler waren der Ansicht, dass durch zahlreiche bestehende Risse im Auspuffkollektorring Abgase in den Motorraum entwichen waren. Diese seien daraufhin durch wegen dreier fehlender Bolzen vorhandene Löcher in der Brandschutzwand in die Flugzeugkabine geströmt. Das 27-minütige Warten auf die andere Maschine bei laufendem Motor und lediglich angelehnter Kabinentür habe vermutlich dafür gesorgt, dass der Carboxyhämoglobinspiegel des Kapitäns noch weiter erhöht war. Indem er einer erheblichen Menge Kohlenmonoxid ausgesetzt war, sei der Kapitän in seiner Fähigkeit, die Maschine zu steuern, erheblich eingeschränkt gewesen. Die Maschine verfügte zwar über einen Kohlenmonoxiddetektor, die Ermittler bemängelten jedoch, dass diese Detektoren allgemein oftmals unzuverlässig funktionierten, außerdem wiesen sie lediglich durch eine sich verändernde Farbe auf einen zu hohen Kohlenmonoxidgehalt hin, anstatt die Aufmerksamkeit von Piloten aktiv – etwa mithilfe eines Warntons – auf das Problem zu lenken. Das Vorhandensein eines derart konzipierten Gerätes war dagegen gesetzlich nicht vorgeschrieben.